# Abarema piresii
Abarema piresii és una espècie de llegum del gènere Abarema de la família Fabaceae. L'espècie es troba a l'estat de Pará, al nord del Brasil.